# Марко Гачић
Марко Гачић (Београд, 22. мај 1996) српски је певач. Био је учесник осме сезоне певачког такмичења Звезде Гранда где је заузео четврто место.

## Биографија
Марко се током такмичења представљао углавном старим двојкама и понекад песмама Шабана Шаулића. Прикупио је велику подршку стручног жирија а на крају сезоне завршио је на 4. месту.
Његова прва песма је носила назив Лудо срце. Убрзо је за Гранд фестивал снимио песму посвећену мајци под називом Мајко моја мој анђеле.
После ове песме наредне године је Марко снимио једну песму праву двојку под називом Заљубљени ми смо. Након тога Марко је снимио је дует са Јеленом Крсмановић под називом Ти и ја. Током 2016. године Марко је снимио песму Моја Вило која је постала и велики хит исто као и песма Топчина из 2018 године.

## Синглови
- Лудо срце (2014)
- Мајко моја мој анђеле (2014) (Гранд фестивал 2014.)
- Заљубљени ми смо (2015)
- Ти и ја (2015) (дует са Јеленом Марјановић)
- Моја Вило (2016)
- Топчина ( 2018 )
- Од девет до девет (2019)
- Хороскоп (2021) са Гораном Гачић
- Јун (2023)
- Бекрија (2024) са Војажем